# Handel (prémétro d'Anvers)
Pour les articles homonymes, voir Handel.
Handel (« Commerce » en néerlandais) est une station du prémétro d'Anvers, faisant dès lors partie du réseau du tramway d'Anvers. Elle est située sous le carrefour entre la Handelsstraat avec la Lange Stuivenbergstraat.

## Caractéristiques
La station est desservie par quatre lignes de tram : les lignes 3 (depuis 1996), 5 (depuis 2006), 6 (depuis 2007) et 2 (depuis 2012). La station Handel est la plus petite station du réseau anversois. Elle est décorée aux couleurs de la société de transport De Lijn.
Le niveau -1 est constitué d'un petit hall des guichets, avec des accès vers les quais et une sortie. Le quai vers la station Elisabeth est au niveau -2, tandis que celui vers la station Schijnpoort est au niveau -3.